# Reteporella feuerbornii
Reteporella feuerbornii är en mossdjursart som först beskrevs av Hass 1948.  Reteporella feuerbornii ingår i släktet Reteporella och familjen Phidoloporidae. Inga underarter finns listade i Catalogue of Life.